# 7716 Ube
7716 Ube este un asteroid din centura principală de asteroizi.

## Descriere
7716 Ube este un asteroid din centura principală de asteroizi. A fost descoperit pe 22 februarie 1996 la Kuma Kogen de Akimasa Nakamura. El prezintă o orbită caracterizată de o semiaxă mare de 2,33 ua, o excentricitate de 0,15 și o înclinație de 6,4° în raport cu ecliptica.